# Kecamatan Sukatani (distrikt i Indonesien, lat -6,61, long 107,41)
Kecamatan Sukatani är ett distrikt i Indonesien.   Det ligger i provinsen Jawa Barat, i den västra delen av landet, 80 km sydost om huvudstaden Jakarta.